# Ломоносов Юрій Володимирович
Ю́рій Володи́мирович Ломоно́сов (нар. 24 квітня 1876, Гжатськ — 19 листопада 1952, Монреаль) — інженер-залізничник, революціонер, відіграв важливу роль у лютневій революції. Радянський державний діяч, мав ранг Народного комісара. Професор Київського політехнічного інституту.

## Біографія
Народився 24 квітня 1876 року, в дворянській родині мирового судді Володимира Григоровича Ломоносова і Марії Федорівни Пегелау. Навчався в 1-м московському кадетському корпусі. У 1893 вступив в Петербурзький державний університет шляхів сполучення. У травні 1897 одружився з Софією Олександрівною Антонович. Працював на Харківському паровозобудівному заводі, потім на Харківсько-Миколаївської залізниці, помічником директора депо.
У 1899 Ломоносову було запропоновано місце викладача у Варшавському політехнічному інституті, де він читав курс з теорії та управління локомотивами. В цей же час Міністерство шляхів сполучення затвердив Ломоносова на посаді інспектора Російських державних і приватних залізниць. В кінці літа 1900 року Юрій Ломоносов взяв участь у Міжнародній виставці локомотивів в Парижі.

### Київський період
З 1902 року — професор Київського Політехнічного інституту. Разом з групою студентів здійснив поїздку по Китайсько-східній залізниці проводячи обстеження дороги. Відвідав Іркутськ, Харбін, Порт-Артур, Владивосток, а також Нагасакі і Пекін. За посадою інспектора залізниць Юрій Ломоносов мав знайомитися із залізничними досягненнями в інших країнах. У листопаді 1902 брав участь у роботі Міжнародного конгресу інженерів залізничного транспорту у Відні. Навесні 1903 відвідав Італію, Швейцарію, Францію, Іспанію. Влітку здійснив тур по залізницях Східної Європи. У квітні 1905 року Юрій Ломоносов захистив докторську дисертацію по динаміці локомотивів.
У той же самий час Ломоносов працював у підпільних організаціях РСДРП. У 1905—1906 роках перебував членом Військово-технічної організації ЦК РСДРП, керованої Леонідом Красіним і займалася підготовкою терактів і збройних повстань.
У 1907 році розлучився з першою дружиною і одружувався на Раїсі Миколаївні Розен. У грудні 1907 року Юрій Ломоносов був призначений керівником тягового відділу Катерининської залізниці.
Під час першої світової війни був членом Інженерного ради Міністерства шляхів сполучення.

### Лютнева революція в Російській імперії
Зіграв важливу роль в Лютневої революції в Російські імперії. Вночі 28 лютого 1917 року Комісар тимчасового комітету державної думи Олександр Бубліков із загоном з кількох кримінальників 24 червня 2009 року, які видавали себе за офіцерів і набраних на вулиці солдат захопив Міністерство шляхів сполучення усунувши колишнє керівництво міністерством і викликав до себе Ломоносова як помічника. В інтерв'ю New York Times 17 лютого 1918 Бубліков так згадував про захоплення міністерства:
|  | Всі службовці перейшли в моє розпорядження. Один з них спробував заперечити моє право на захоплення управління і зробив заяву з цього приводу. У середині промови його обличчя змінилося і упертість зникла, так як він подивився вниз і побачив револьвер Ломоносова, упертий йому в живіт. В одну мить він зрозумів обстановку. "Прошу вибачення" сказав він, і інцидент був вичерпаний. |

За спогадами самого Ломоносова, саме вони з Бубліковим, опанувавши управлінням залізницями, не дали поїзду Миколи II повернутися в Царське Село зі Ставки і він вирушив до Пскова, де Микола II зрікся престолу. Крім того, за спогадами Ломоносова, коли Гучков прибув до Петербурга з папером про зречення Миколи II, його затримали на вокзалі робітники, і Ломоносов і його довірена людина Лебедєв врятували папір про зречення. Після цього Ломоносов керував друком акта про зречення та акта про відмову Михайла Олександровича від престолу.

### Паровозна афера
У червні 1917 року Тимчасовий уряд Росії направив Ломоносова в США для закупівлі паровозів. Після Жовтневої революції він зберіг свою посаду. Восени 1919 року Ломоносов повернувся до РРФСР, оскільки американці вирішили призупинити продаж паровозів для Радянської Росії. 5 листопада 1920 Декретом РНК була заснованаРосійська залізнична місія. Ломоносова призначили уповноваженим Ради Народних Комісарів по залізничних замовленнях за кордоном. На закупівлі паровозів у шведської компанії Нідквіст і Хольм радянський уряд витратив гігантську суму в 200 млн золотих рублів із золотого запасу, що залишився від Російської імперії. Золото за кордоном продавалося за набагато заниженими цінами, а паровози та обладнання за завищеними набагато, так що вся угода дістала назву «паровозної афери». У 1920 році Ленін хотів призначити офіційно безпартійного Ломоносова на пост наркома шляхів сполучення, але згодом відмовився від цієї ідеї.

### Алгемба
У 1920 році Юрій Ломоносов був призначений технічним керівником Алгемби (будівництва залізниці та нафтопроводу з ембінських нефтопромислів до селища Олександрів Гай в Саратовській губернії).

### Берлінський період
У 1924—1925 роках Юрій Ломоносов жив і працював у Берліні, регулярно посилаючи звіти про діяльність Місії та про свої контакти з німецькими паровозобудівного заводу. Але до 1926 року, незважаючи на всі заслуги і великий авторитет його як конструктора 1-го в Росії тепловоза, ставлення до нього в Москві змінилося в гіршу сторону. Підтримка його партійною елітою вже не мала колишньої сили. І навіть близькі колеги не ладнали з ним, вважаючи людиною з великими амбіціями. Ломоносов зрозумів, що він вже не може розраховувати на перспективну роботу в Росії. Зваживши всі «за» і «проти», він прийняв важке рішення: не повертатися в СРСР. У 1926 році здобув докторський ступінь Берлінської технічної вищої школи.

### У США та Великій Британії
У США, куди він переїхав в лютому 1929 року, Ломоносов сподівався на практиці випробувати свої останні теоретичні розробки. Труднощі в отриманні американської візи, з якими зіткнувся Ломоносов, допоміг вирішити президент Болдвіновського паровозобудівного заводу у Філадельфії — Самуель М. Воклен, який знав Ломоносова ще з 1910-х рр.. В його фірмі Ломоносов пропрацював весну 1929 року.
Ситуація з роботою за фахом почала налагоджуватися після знайомства Юрія Ломоносова з бізнесменом з Массачусетса Едвардом Йоменсом, якого вдалося захопити ідеями технічного вдосконалення американських залізниць. Той написав своєму товаришеві Роберту А. Міллікану, директору процвітаючого в ті роки Каліфорнійського технологічного інституту в Пасадені, листа з проханням допомогти російському фахівцеві. Відповідь Міллікана, хоча і була швидкою та позитивною, дещо розчарувала Ломоносова.: йому була запропонована робота з дуже невеликою платнею (з жовтня 1929 р.). Усвідомлюючи, що це був шанс увійти в світ академічної американської інженерної науки, Ломоносов погодився. Невеликі заощадження, що залишилися від колишніх візитів до США, допомогли йому компенсувати низький заробіток в інституті.
Однак справи в Пасадені йшли поганенько. Хоча розробка дизельних машин входила в компетенцію інституту, практичні випробування локомотивів не були передбачені. Про організацію відділу залізниць, в якому Ломоносов розраховував реалізувати свій професійний досвід, взагалі не йшлося.
У квітні 1930 р. родина Ломоносова покинула США і поїхала до Англії, де возз'єдналася з сином Юрієм. Крім того, Юрій Володимирович сподівався отримати академічну підтримку, покладаючи великі надії на Кембридж. Він став членом Інституту інженерів-механіків, Британської асоціації для розвитку науки, Королівського інституту міжнародних справ, що значно розширило його міжнародні контакти. Після опублікування в 1933 році книги «Введення в механіку залізниць» його репутація як інженера залізничного транспорту зросла. Ломоносов брав участь у конференціях, що проводилися Інститутом інженерів-механіків, що також сприяло популяризації його імені та робіт на Британських островах. Тим не менш, багато його ідей представлялися суперечними, і в наступні роки Юрій Ломоносов відчував серйозну професійну незатребуваність. Єдина робота, яку він мав напередодні другої світової війни, була посада консультанта в лондонській фірмі інженерів-консультантів (1935—1937). А одним з його небагатьох реалізованих технічних проектів, виконаних у співпраці з іншими інженерами, стала конструкція сінокосарки, створена на основі деяких елементів конструкції першого дизельного локомотива.
Юрій Ломоносов та його дружина в серпні 1938 року змінили радянське громадянство, прийнявши громадянство Великої Британії. Мабуть, на прийняття такого рішення сильно вплинули повідомлення про репресії, що відбувалися в СРСР, і особливо страту в 1936 році Льва Каменєва, з яким сім'я Ломоносова була тісно пов'язана на початку 1920-х рр..
Після закінчення другої світової війни Лейбористський уряд запропонував Ломоносову взяти участь в експертизі проектів з націоналізації 4-х Британських залізничних компаній. Але ця робота не була постійною, і 70-річний вік давав про себе знати: Ломоносову було зрозуміло, що професійне життя підходить до кінця. У 1948-50 роках він разом із сином здійснив поїздку до США, під час якої відвідав своїх старих друзів. Потім переїхав до Канади, де і помер після нетривалої хвороби. Великий архів Ломоносова та його родини перебуває в Університеті Лідса (Велика Британія).

## Нагороди та відзнаки
- Золота медаль Бородіна (1911), Росія.
- Приз Салова (1913), Росія.
- Приз Т. Бернарда Холла (1932), Велика Британія.
- Медаль Стефенсона (1944), Велика Британія.

## Автор праць
- Наивыгоднейший состав товарного поезда. (Київ), 1904.;
- «Тяговые расчеты и приложение к ним графических методов» (СПб.), 1912
- «Научные проблемы эксплуатации железных дорог» (Одеса), 1912
- Технические перспективы железнодорожного транспорта в ближайшее время. М., 1924;
- Опыты 1925 г. над тепловозом Юэ № 001 на железных дорогах СССР.
- Ликвидационное бюро по постройке и испытанию тепловозов Юэ, Юм, Юн. Берлин, 1927
- Воспоминания о Мартовской революции 1917 г.//Станкевич В. Б. Воспоминания. 1914—1919.
- Воспоминания о Мартовской революции 1917 г.//Сост., вступ. ст., примеч. А. С. Сенина. М.: Российск. гос. гуманит. ун-т, 1994.